# Šumice
Šumice (deutsch Schömitz) ist eine Gemeinde in Südmähren in Tschechien. Sie befindet sich 14 Kilometer südöstlich von Moravský Krumlov (Mährisch Kromau) und gehört zum Okres Brno-venkov (Bezirk Brünn-Land).

## Geographie
Das Breitstraßendorf Šumice befindet sich in der Talmulde des Šumický potok, eines Zuflusses der Jihlava (Igel) in Südmähren. Östlich des Ortes erhebt sich der Šumický vrch (Schömitzer Höhe, 234 m). Im Südosten liegt das Naturreservat um den Teich Šumický rybník.
Die Nachbarorte sind Loděnice (Lodenitz) und Odrovice (Odrowitz) im Nordosten, Cvrčovice (Urspitz) und Pohořelice (Pohrlitz) im Osten, Velký Dvůr im Südosten, Vinohrádky und Branišovice (Frainspitz) im Süden sowie Olbramovice (Wolframitz) und Kubšice im Westen.

## Geschichte

Hauptstraße von Schömitz

Im 11. bis 13. Jahrhundert kam es zu einer großen Siedlungsbewegung von West nach Ost. Mähren wurde von 1031 bis 1305 von der Dynastie der Přemysliden regiert. Um größere Gebiete landwirtschaftlich zu nutzen und damit höhere Erträge zu erzielen, bewarben sie die Kolonisten zum Beispiel mit zehn Jahre Steuerfreiheit (deutsches Siedlerrecht). Bis zum Jahre 1150 wurde das Gebiet um Mikulov (Nikolsburg) und Znojmo (Znaim) von deutschen Einwanderern aus Niederösterreich besiedelt. Die Anlage des Dorfes sowie die ui-Mundart bekunden, dass sie ursprünglich aus den bairischen Gebieten der Bistümer Regensburg und Passau stammten. Sie brachten neue landwirtschaftliche Geräte mit und führten die ertragreiche Dreifelderwirtschaft ein.
Die erste urkundliche Erwähnung des Hofes Šumice erfolgte im Jahre 1365. Im Laufe der Jahrhunderte änderte sich die Schreibweise des Ortes mehrmals. So schrieb man „Schempnicz“ (1442), „Semnytz“ (1676) und „Schemnitz“ (18. Jahrhundert). Der größte Teil des Dorfes gehörte dem Kloster Rosa Coeli, ein kleinerer Anteil war zwischen verschiedenen Herrschaften aufgestückelt. 1443 ging der klösterliche Anteil an das Kloster Louka über.
Ab 1531 wurde Zikmund Válecký von Mírov auf Wolframitz Besitzer von Šumice und schloss das Dorf an die Herrschaft Wolframitz an. Nach dem Sieg der kaiserlichen Truppen in der Schlacht am Weißen Berg wurde die Herrschaft vom Kaiser konfisziert und zusammen mit Kromau 1622 an Gundaker von Liechtenstein verkauft. Während des Dreißigjährigen Krieges hatte Schömitz unter schweren Verwüstungen und Plünderungen zu leiden. Die Matriken des Ortes werden seit dem Jahre 1655 geführt.
1783 lebten in dem Bauerndorf 284 Menschen. 1790 eröffnete die Gemeinde im Ort selbst eine Schule. Davor waren alle Kinder von Schömitz in Lodenitz eingeschult gewesen. Die Liechtensteiner blieben bis 1848 Besitzer des Ortes. Nach der Aufhebung der Patrimonialherrschaften im Jahre 1848 wurde Šumice/Schömitz 1850 zu einer Gemeinde im Bezirk Kromau. 1890 hatte der Ort mit 553 Einwohnern, die zu vier Fünfteln Deutsche waren, seine höchste Bevölkerungszahl erreicht. Zu Beginn des 20. Jahrhunderts erfolgte eine Umgliederung zum Bezirk Nikolsburg. Der größte Teil der Einwohner lebten von der Landwirtschaft. Aufgrund des günstigen Klimas wurden neben verschiedenen Getreidearten, Kartoffeln, Mais, Gemüse, Wein und Zuckerrüben angebaut. Auf ungefähr 25 % der gesamten Ackerfläche wurden Zuckerrüben angepflanzt, welche an die nahen Zuckerfabriken verkauft wurden.
Nach dem Ersten Weltkrieg, der 25 Ortsbewohner das Leben kostete, zerfiel der Vielvölkerstaat Österreich-Ungarn. Der Vertrag von Saint-Germain 1919 erklärte den Ort, dessen Bewohner im Jahre 1910 zu 93 % dem bairisch-österreichischen Kulturkreis angehörten, zum Bestandteil der neuen Tschechoslowakischen Republik. Zwischen den Volkszählungen 1910 und 1930 war der Anteil der tschechischen Bevölkerung von 6 % auf 39 % angestiegen. So wie in Schömitz führten dies zu Spannungen innerhalb der Volksgruppen im Lande. Mit dem Münchner Abkommen wurde Schömitz mit 1. Oktober 1938 ein Teil des deutschen Reichsgaus Niederdonau. Die Elektrifizierung des Ortes erfolgte im Jahre 1922 und eine Wasserleitung wurde 1927 errichtet. In den 1930er Jahren entstanden entlang des Šumický potok beiderseits leichte Bunkerlinien des Tschechoslowakischen Walls.
Beim Einmarsch der russischen Truppen in den Ort im Mai 1945 wurden zwei Männer erschossen. Nach dem Ende des Zweiten Weltkrieges, der 24 Opfer unter den Einwohnern von Schömitz forderte, kam die Gemeinde wieder zur Tschechoslowakei zurück. Bei Nachkriegsexzessen an der deutschen Ortsbevölkerung und deren Vertreibung über die Grenze nach Österreich kam es zu fünf Ziviltoten.  Zwischen dem 29. März und dem 17. September 1946 erfolgte die  Zwangsaussiedlung von 148 Schömitzern nach Westdeutschland.
Nach dem Kriegsende gehörte Šumice bis zu dessen Auflösung im Jahre 1960 zum Okres Moravský Krumlov (Bezirk Mährisch-Kromau), von 1961 bis 2006 zum Okres Znojmo (Bezirk Znaim) und seit dem 1. Jänner 2007 zum Okres Brno-venkov. (Bezirk Brünn-Land)

## Wappen und Siegel
Das älteste bekannte Siegel stammt aus dem 17. Jahrhundert. Es ist oval und zeigt zwischen einem äußeren Blattkranz und einer inneren Kreislinie die Umschrift „SIGIL.DAS.DARF.SEMNYTZ.1676“. In der Siegelmitte ist ein mit der Spitze nach oben weisendes Pflugmesser abgebildet.

## Bevölkerungsentwicklung
| Volkszählung | Einwohner gesamt | Volkszugehörigkeit der Einwohner | Volkszugehörigkeit der Einwohner | Volkszugehörigkeit der Einwohner |
| Jahr         | Einwohner gesamt | Deutsche                         | Tschechen                        | Andere                           |
| ------------ | ---------------- | -------------------------------- | -------------------------------- | -------------------------------- |
| 1880         | 491              | 433                              | 54                               | 4                                |
| 1890         | 553              | 427                              | 117                              | 9                                |
| 1900         | 530              | 467                              | 52                               | 11                               |
| 1910         | 531              | 492                              | 31                               | 8                                |
| 1921         | 520              | 373                              | 144                              | 3                                |
| 1930         | 537              | 317                              | 210                              | 4                                |

## Gemeindegliederung
Für die Gemeinde Šumice sind keine Ortsteile ausgewiesen.

## Sehenswürdigkeiten
- Kapelle des Hl. Antonius, am Šumický rybník
- Glockenturm am Dorfplatz
- Bunker des Tschechoslowakischen Walls
- Statue des Hl. Johannes von Nepomuk